# Áed II de Dalriada
Áed mac Boanta a été le roi des Scots de Dál Riata de 833 à 837  ou de 835 à 839 .

## Règne
L'origine familiale d'Áed mac Boanta est inconnue. Le Duan Albanach lui accorde un règne de 4 ans après les 9 ans  d'Oengus mac Fergusa ; roi en 820 mais mort seulement en 834. Il semble donc qu'il aurait occupé le trône de Dalriada avant même la mort de son prédécesseur ou qu'Oengus II n'ait pas été roi de Dalriada mais seulement des Pictes.
Lorsque Eòganán mac Oengus, le fils de Oengus mac Fergusa, envisage en 837 de réunifier les royautés des Scots et des Pictes, il semble qu'il laisse dans cette hypothèse, Áed mac Boanta régner sur le Dalriada comme roi subordonné.
Contrairement à la thèse « classique » soutenue notamment par Alfred P. Smyth, Alex Woolf considère dans un ouvrage récent, qu'il est douteux que Eòganán mac Oengus ait été un roi de Dalriada mais qu'il était un roi de  Fortriú. Il estime que c'est Áed mac Boanta qui fut, comme successeur de Domnall mac Caustantin un roi subordonné (sub-regulus) de Dalriada de 835 à 839.
En tout état de cause, selon les Annales d'Ulster, ils furent tués tous les deux « avec beaucoup d'autres »  (i.e avec l'élite de la noblesse scote et picte du royaume de Fortriú) dans une grande bataille contre les « païens » (envahisseurs vikings) en 839.Ce désastre permet à Kenneth Ier d'Écosse de revendiquer des 842 la double royauté.

## Sources
- Alfred P. Smyth Warlords and Holy men Scotland AD 80~1000 Edinburgh University Press (1984)  (ISBN 0-7486-0100-7).
- Ann Williams, Alfred P. Smyth and DP Kirby A bibliographical dictionary of Dark Age Britain. SEABY London (1990)  (ISBN 1-85264-047-2)
- Alex Woolf From Pictland to Alba 789~1070 The New Edinburgh History of Scotland. Edinburgh University Press, Edinburgh (2007)  (ISBN 9780748612345)
- (en) William Arthur Cumming, The Age of the Picts, Stroud, Sutton Publishing, 1998, 256 p. (ISBN 978-0752449593).